# Стоил Палев
Стоил Николаев Палев е български волейболист, разпределител, национал на България, състезател на тима от волейболната Efbet Супер Лига на България ВК Сливнишки герой (Сливница), където старши треньор е Мартин Стоев. Вицеевропейски шампион от първенството в София 2019 г. и  Вицесветовен шампион от първенството за юноши U19 в Иран 2021 г., на което е включен в „Идеалният тим“ и е отличен като „най-добър разпределител“ на турнира.

## Биография
Палев израства в столицата София, учи в 166-о Спортно СОУ „Васил Левски“ в София. Като дете започва да тренира във ВК „Люлин София“, където играе до 2017 г., когато преминава в клуба на ВК Левски София. Преминава през всички възрастови групи, като отличното му представяне като юноша ст. възраст и кадети води до повиквателна за Националния отбор по волейбол. От 22 октомври 2019 година е част от първия отбор на ВК Левски София.
От 2021 година е част от ВК Сливнишки герой (Сливница).